# Page and Plant
Джимми Пейдж и Роберт Плант, прославившиеся как участники английской рок-группы Led Zeppelin, записывались и гастролировали в середине 1990-х годов как Page and Plant. Вместе с сессионными музыкантами они дали в 1994 году несколько концертов, записи которых составили их первый альбом в новом качестве «No Quarter», имевший значительный успех, после чего они отправились в мировое турне. Затем они записали второй альбом «Walking into Clarksdale» и отыграли ещё одно мировое турне, а в конце 1998 года распустили проект. Позже они на короткое время воссоединилась в 2001 году.

## История
Первоначальные планы сотрудничества возникли в 1993 году из обсуждений во время коротких разговоров в Бостоне, куда в ноябре на концерт Планта в Orpheum Theatre приехал Джимми Пейдж, чтобы послушать выступление своего бывшего коллеги. Поводом для объединения стало приглашение выступить на MTV Unplugged — шоу на канале MTV, участники которого исполняют музыкальные произведения на акустических музыкальных инструментах. Музыкальный продюсер Билл Кербишли, который был менеджером Планта с 1980-х годов и который должен был стать менеджером Пейджа в 1994 году, сыграл важную роль в воссоединении Пэйджа и Планта. Хотя он знал о неудачных попытках других сделать это раньше, Кербишли смог убедить неохотного к такому сотрудничеству Планта снова поработать с Пэйджем. В интервью, которое он дал в 2004 году, Пэйдж рассказал о подоплёке этого события:

Я собирался играть в Японии с Дэвидом [Ковердэйлом]; единственный раз, когда мы играли вживую, и у меня был звонок от менеджемнта Роберта, с предложением заглянуть и увидеться с Робертом в Бостоне на пути в Лос-Анджелес, чтобы порепетировать. Роберт сказал: «Ко мне обратились MTV, чтобы устроить Unplugged, и мне бы очень хотелось сделать его с тобой», и я сказал ОК. Это дало нам возможность пересмотреть некоторые числа и использовать ту же самую картину с очень, очень другой кадр.
Оригинальный текст (англ.)I was going to play in Japan with David, the only time we played live, and I had a call from Robert's management to pop in and see Robert in Boston on the way to LA to rehearse. Robert said, "I've been approached by MTV to do an Unplugged and I'd really like to do it with you", so I said OK. It gave us a chance to revisit some numbers and use that same picture with a very, very different frame.

Воспоминание Планта о воссоединении было следующим:

К тому времени я больше не чувствовал, что я был даже рок-певцом. Потом ко мне обратились MTV, чтобы сделать сессию Unplugged. Но я знал, что не мог выглядеть держащим флаг наследия Zeppelin на телевидении. Потом загадочным образом Джимми появился на концерте, который я давал в Бостоне, и это было похоже на те трудные последние дни, когда Led Zep исчез. У нас было это понимание снова без делания или обсуждения чего-либо. Мы говорили про MTV-шное дело и решили увидеться там, где мы могли сделать это.
Оригинальный текст (англ.)By that time I didn't feel like I was even a rock singer anymore... Then I was approached by MTV to do an Unplugged session. But I knew that I couldn't be seen to be holding the flag for the Zeppelin legacy on TV. Then mysteriously Jimmy turned up at a gig I was playing in Boston and it was like those difficult last days of Led Zep had vanished. We had this understanding again without doing or saying anything. We talked about the MTV thing and decided to see where we could take it.

Пэйдж и Плант первым делом полетели в Марракеш записывать местные напевы, а оттуда — в Уэльс, готовиться к выступлению на MTV. Тщательным образом были подобраны музыканты для группы: Порл Томпсон (гитара, банджо), Майкл Ли (барабаны), Чарли Джонс (бас-гитарист и по совместительству зять Планта), Найджел Итон (хёрди-гёрди), Эдвард Шермур (орган) и великолепный ансамбль из восьми египетских музыкантов. А ещё в турне их сопровождали дети. Группа во главе с менеджером Билли Кербишли насчитывала 15 человек разного возраста и вероисповеданий.
Классика «Led Zeppelin», записанная при участии арабских музыкантов, благодаря египетскому и марокканскому колориту звучала бесподобно, и их первый альбом «No Quarter: Jimmy Page и Robert Plant Unledded» занял четвёртую строчку в «Billboard». Это был успешный коммерческий и художественный проект.
На волне успеха Пэйдж и Плант попытались продолжить сотрудничество, но результат в виде «Walking into Clarksdale» был не очень успешным и в конце 1998 года пути Пэйджа и Планта вновь разошлись.
7 июля 2001 года на Джазовом фестивале в Монтрё (Швейцария) Пэйдж и Плант снова выступали вместе, уступив очередной просьбе Ахмеда Эртегана. Вместе с ними играли Бил Дженнингс на контрабасе и Майк Уоттс на ударных. Было исполнено 8 песен. В репертуаре была классика рок-н-ролла — «Good Rocking Tonight», «Baby, let’s Play House», и лишь две собственных песни: «Candy Store Rock» из репертуара Led Zeppelin, а также «Heart in Your Hand» из «Walking into Clarksdale».

## Дискография
Альбомы
| 1994                                                         | No Quarter - Released: 14 October 1994 - Label: Atlantic/Fontana - Format: CD            | 4 | 2  | 27 | — | 33 | 13 | —  | 10 | 16 | 7 | - US: Platinum - CAN 2× Platinum - UK: Gold |
| 1998                                                         | Walking into Clarksdale - Released: 21 April 1998 - Label: Atlantic/Mercury - Format: CD | 8 | 16 | 33 | 5 | 56 | 11 | 13 | 17 | 31 | 3 | - US: Gold                                  |
| «—» denotes releases that did not chart or was not released. |                                                                                          |   |    |    |   |    |    |    |    |    |   |                                             |

Сборники
| Year | Name                                                                                   |
| ---- | -------------------------------------------------------------------------------------- |
| 1997 | The Inner Flame: Rainer Ptacek Tribute (часть треков)                                  |
| 2001 | Good Rockin' Tonight — The Legacy Of Sun Records (песня: My Bucket's Got a Hole in It) |

Синглы
| Year | Name                             |
| ---- | -------------------------------- |
| 1994 | «The Battle of Evermore» (promo) |
| 1994 | «Four Sticks» (promo)            |
| 1994 | «Gallows Pole»                   |
| 1994 | «Kashmir» (promo)                |
| 1995 | «Thank You» (promo)              |
| 1995 | «Wonderful One»                  |
| 1998 | «Most High»                      |
| 1998 | «Shining in the Light»           |
| 1998 | «Sons of Freedom» (promo)        |

Видео
| Year | Name                                             |
| ---- | ------------------------------------------------ |
| 2004 | No Quarter: Jimmy Page and Robert Plant Unledded |